# Un oiseau rare
Un oiseau rare è un film del 1935 diretto da Richard Pottier.

## Trama
Il servitore di Malleville, un ricco uomo d'affari, vince un soggiorno all'Hôtel du Mont Genèvre che, Malleville ne è il proprietario. Malleville si stabilisce sotto falso nome nel suo Hôtel, dove viene ricevuto e alloggiato in soffitta. Jean Berthier, è un modesto artigiano e anche lui ha vinto il soggiorno nell'Hôtel ma viene scambiato per Malleville e quindi trattato con i guanti. Renée è la filglia di Malleville che, si trova anche lei in Hôtel, la quale si innamora di Berthier.

## Distribuzione
Il film è uscito in Francia il 7 giugno 1935 e in Portogallo il 12 novembre 1935 con il titolo di Pelintra Milionário.